# Tiếng Ơ Đu
Tiếng Ơ Đu là một ngôn ngữ thuộc ngữ tộc Môn-Khmer được nói ở Lào và Việt Nam. Nó có 900 người nói: 300 người ở Việt Nam (điều tra dân số năm 2009) và 600 người ở Lào. Tại Việt Nam, tiếng Ơ Đu được nói ở huyện Tương Dương, tỉnh Nghệ An. Ở Lào, nó được tìm thấy trong tỉnh Xiengkhuang (ở huyện Nonghet). Hiện nay, ngôn ngữ này được coi là gần như tuyệt chủng.
Người Ơ Đu còn được biết đến bởi ngoại danh "iduh" và "œdou" mà còn bởi tên miệt thị là "haat", "hat" và « tày hạt», mặc dù họ không phải người Tày .

## Phân loại
Tiếng Ơ Đu gần gũi với tiếng Khơ Mú và thuộc ngữ chi Khơ Mú của ngữ hệ Nam Á.